# Gascromatografia-spettrometria di massa
La gascromatografia-spettrometria di massa, indicata con la sigla GC-MS o GC/MS (dall'inglese gas chromatography-mass spectrometry), è la tecnica analitica basata sull'utilizzo di un gascromatografo accoppiato a uno spettrometro di massa. Il gascromatografo separa i composti presenti nel campione mentre lo spettrometro di massa funziona da rivelatore. Tale tecnica insieme alla LC-MS costituisce uno dei metodi analitici più avanzati e consente l'identificazione e la quantificazione di sostanze organiche in una varietà di matrici. L'implementazione delle tecniche GC e MS richiede un adattamento delle caratteristiche della strumentazione cromatografica e spettrometrica per raggiungere un sufficiente grado di compatibilità. Una rappresentazione schematica di un moderno GC/MS comprende: un cromatografo, uno spettrometro di massa e un sistema di raccolta ed analisi dei dati (DataSystem) che costituisce il sistema per l'analisi e la separazione (qualitativa e quantitativa) di miscele complesse. Il cromatografo consiste di un iniettore (auto-campionatore), un sistema per il controllo della temperatura della colonna e una linea di trasferimento che consente all'effluente della colonna di entrare nello spettrometro di massa. Lo spettrometro di massa consiste di una camera di ionizzazione (sorgente di ioni), di un analizzatore di masse (analizzatore a quadrupolo) e di un rivelatore di ioni; il tutto tenuto sotto alto vuoto mediante pompe a diffusione supportate da pompe molecolari.
La GC-MS è una delle tecniche più usate in chimica analitica.